# Gerard Philips
Gerard Leonard Frederik Philips (Zaltbommel, 9 oktober 1858 – Den Haag, 26 januari 1942) was een Nederlands industrieel. Hij was directeur van de NV Philips' Gloeilampenfabrieken (Philips).

## Biografie

### Jeugd en studententijd
Philips werd geboren in een Nederlands-Joodse familie als oudste zoon van de bankier Frederik Philips en Maria (Betsy) Heyligers. Hij volgde de HBS in Zaltbommel en Arnhem. In 1876 schrijft hij zich in als student aan de Polytechnische School te Delft, waar hij in 1883 afstudeerde als werktuigbouwkundig ingenieur.
Hij begint te werken op scheepswerven in Vlissingen en Glasgow. Een reeks artikelen van James Swinburne in het toenmalige vakblad 'The Electrician' over de elektrische gloeilamp wekte zijn belangstelling. In zijn werk- en leefomgeving ziet hij ook de praktijk: gloeilampinstallaties werden in die tijd in Glasgow al op vrij grote schaal toegepast voor scheepsverlichting, verlichting in fabrieken, winkels, theaters, straatverlichting enzovoorts. Philips gaat zich in deze nieuwe ontwikkelingen verdiepen. In het najaar van 1886 begint hij met een avondstudie in elektrisch licht en krachtoverbrenging aan het Glasgow College of Science and Arts. Bovendien laat hij zich inschrijven bij de Universiteit van Glasgow voor een onderzoeksgroep onder leiding van de grote natuurkundige Sir William Thomson (de latere Lord Kelvin). Een examen leverde hem een zilveren medaille op en de prijs voor het hoogst behaalde cijfer.

### Buitenland en bedrijfsleven
Philips verlaat Schotland en werkt enige jaren in verschillende functies in Londen en Berlijn, onder andere voor de Anglo-American Brush Electric Light Corporation Ltd. Hij doet ervaring op in productie, installatiewerk, bedrijfsvoering en internationale handelspolitiek. In 1889 wordt hij door Emil Rathenau – oprichter van de Deutsche Edison Gesellschaft – uitgenodigd om in Amsterdam tijdelijk de vertegenwoordiging van zijn firma op zich te nemen. Gerard is dan 31 jaar. Daar worden, in de periode van zomer 1890 tot einde februari 1891, min of meer de fundamenten van de latere Philips gloeilampenfabrieken gelegd. Philips is tot het besef gekomen dat hij zijn toekomst niet zozeer moet zoeken in handels- of installatiewerk. Hij wordt meer aangetrokken door het werk als fabrikant. Gloeilampen lijken een haalbare uitdaging. Hij vindt in een van zijn vrienden, Jan Jacob Reesse, een partner voor het idee om langs wetenschappelijke weg een eigen methode te ontwikkelen voor de fabricage van gloeilampen.

### Gloeilampen
Jan Reesse (1853-1910) is scheikundig technoloog, net teruggekeerd uit Java. In de plannen van Gerard ziet hij mogelijkheden om zijn laboratoriumervaring, met name in experimenten bij zeer hoge temperaturen, toe te passen. Tegen de tijd dat de tijdelijke opdracht bij AEG ten einde loopt, beginnen Gerard en Jan in diens woning aan de Herengracht 220 — systematisch experimenterend — uit te zoeken hoe betrouwbaar kooldraden kunnen worden gemaakt. Onder vacuüm en elektrische spanning worden die getest als lichtgevende gloeidraden. Hun eerste gloeidraden worden gespoten uit een vloeistof die gemaakt wordt door cellulose (chemisch gezuiverde watten) op te lossen in geconcentreerde zinkchloride. Om het vereiste geleidingsvermogen voor elektrische stroom te verkrijgen wordt de cellulosedraad verkoold (gecarboniseerd). Daarmee volgen de beide onderzoekers een andere weg dan bijvoorbeeld Edison, die uitgaat van bamboe, waarvan de kwaliteit wisselvallig is en de bewerking veel ambachtelijke arbeid vraagt. Ook de Engelsman Swan gebruikt organisch materiaal: katoen, dat hij in zwavelzuur perkamenteert. In de opvatting van Philips en Reesse is het de kunst om een gelijkmatige draad van precies de gewenste samenstelling te verkrijgen en een proces te ontwikkelen waarmee de kwaliteit ook bij industriële fabricage beheerst kan worden, tegen aanvaardbare kosten. Voor de toepassing in gloeilampen dienen ze bovendien goede oplossingen te vinden voor de montage van de gloeidraden in de glasballon, het vacuümpompen en de elektrische aansluitingen met de doorvoerdraden naar de lampvoet. De levensduur vormt een kritiek probleem. De eerste experimentele gloeilampen (1802–1860, Davy, Jobard, De Moleyns, Starr, Swan) brandden al snel door. De lamp van Edison uit 1879 hield het al langer uit en brandde enige honderden uren. Een lange levensduur was een belangrijk punt bij de concurrentiestrijd.

### Fabriek
In enkele maanden krijgen Philips en Reesse genoeg vertrouwen dat de mogelijkheid van een gloeilampfabriek erin zit. Wel is duidelijk dat door de sterke concurrentie het geen makkelijke taak zal zijn. Duitsland beheerst de markt en de prijzen van gloeilampen gaan omlaag. Philips wil bewust kleinschalig beginnen om eerst het vak te leren zonder al te grote risico's te lopen. Een directie met twee (dure) ingenieurs past hier niet bij. Eind 1890 zag Reesse dan ook van samenwerking af. Philips kocht samen met zijn vader, die als geldschieter fungeerde, in Eindhoven een oud fabriekje aan de Emmasingel. Op 15 mei 1891 richtten vader en zoon Philips te Eindhoven de firma Philips & Co op, die kooldraadgloeilampen en andere elektro-technische artikelen" ging maken. Vanaf 1895 werkte ook zijn jongere broer Anton Philips in het bedrijf; per 1 april 1899 als medefirmant. Op 9 oktober 1907 werd de NV Philips' Metaalgloeilampenfabriek opgericht, die gloeilampen met een metaaldraad ging maken, en per 29 augustus 1912 brachten de broers alle activiteiten onder in de NV Philips' Gloeilampenfabrieken.

## Laatste jaren
Gerard Philips stichtte in 1914 het Natuurkundig Laboratorium van Philips, en op 1 juli 1916 samen met zijn echtgenote het Philips-van der Willigen Studiefonds, een fonds dat tot en met 2015 kinderen, stiefkinderen of pleegkinderen van (oud-)Philipsmedewerkers financiële bijstand gaf voor het volgen van een erkende MBO, HBO of universitaire opleiding in dagtijd. 
Op 8 januari 1917 ontving hij een eredoctoraat van de Technische Hoogeschool te Delft. Gerard Philips trad op 1 april 1922 af als directeur van Philips, en werd opgevolgd door zijn broer Anton. Gerard Philips werd commissaris bij enkele bedrijven, en vestigde zich in Parijs en later in Cannes. In 1931 keerde hij terug naar Nederland, en vestigde hij zich in Den Haag, waar hij op 83-jarige leeftijd overleed.

## Persoonlijk leven
Gerard Leonard Frederik Philips trouwde op 19 maart 1896 met Johanna van der Willigen (30 september 1862 – 22 januari 1942). Het paar had geen kinderen.